# Michael de la Bedoyere
El conde Michael de la Bedoyere fue un escritor y filósofo católico. Nació en Inglaterra, el 16 de mayo de 1900. Sus padres eran el Conde Yvon de la Bedoyere y Sybil Emily, hija de Anthony W. Thorold, obispo anglicano de Winchester.
Estudió en el Stonyhurst College, y la Universidad de Oxford donde recibió se tituló en 1929, fue asistente en el Beaumont College; y en 1930 participó de un año de filosofía en la University of Minnesota de Estados Unidos. De 1932 a 1934, fue editor asistente de la Dublin Review; y al año siguiente, editor del Catholic Herald; de 1962 hasta 1968 editó el Search Newsletter.
El conde de la Bedoyere se casó con su primera esposa Catherine en 1930, era la hija del periodista Algar Labouchere Thorold, tuvieron cinco hijo. Después de la muerte de Catherine en 1959, se casó con Charlotte Halbik con quien tuvo dos hijos más.
El Conde de la Bedoyere vivió en Edenbridge, hasta el día de su muerte, el 13 de julio de 1973.

## Obra
- The Drift of Democracy (1931)
- Lafayette, a Revolutionary Gentleman (1933)
- George Washington, an English Judgement (1935)
- Sociology: Vol. 5 of European Civilization: Its Origin and Development (1936)
- Christian Crisis (1940)
- Christianity in the Market Place (1943)
- No Dreamers Weak ((1944)
- Catherine, Saint of Siena (1946)
- The Life of Baron von Hugel (1951)
- Living Christianity (1954)
- The Layman in the Church (1955)
- Cardinal Griffin (1955)
- The Archbishop and the Lady (1956)
- The Meddlesome Friar (1958)
- The Cardijn Story (1958)
- Francois de Sales (1959)
- Francis, Saint of Assisi (1962)
- Objections to Roman Catholicism (editor, 1964)
- The Future of Catholic Christianity (editor, 1966)

- Datos: Q1683739